# Théodore Salomé
Théodore-César Salomé, né à Paris le 20 janvier 1834 et décédé à Saint-Germain-en-Laye le 19 juillet 1896, est un organiste, maître de chapelle et compositeur français.

## Biographie
Salomé fit toutes ses études musicales au Conservatoire de Paris, avec François Bazin (harmonie et accompagnement), Ambroise Thomas (fugue et composition), et François Benoist pour l’orgue. 
Il décrocha un deuxième accessit d’harmonie en 1855, un deuxième accessit d’orgue en 1856, un deuxième prix d’harmonie et d’orgue en 1857, ainsi qu’un troisième puis un second prix d’harmonie en 1858 et 1859. 
Sa cantate Atala lui mérita un premier Second Grand Prix de Rome en 1861.
En 1870, Cavaillé-Coll construisit un orgue de chœur de 12 jeux (2 claviers et pédalier) pour la nouvelle église de la Sainte-Trinité à Paris. Théodore Salomé, qui occupait déjà le poste d’organiste accompagnateur sur un orgue provisoire, en fut le premier titulaire. De plus, il remplaçait parfois au grand orgue Alexandre Guilmant lorsque celui-ci était en tournée aux États-Unis. Il prit sa retraite en 1895 et fut remplacé par Claude Terrasse.
Salomé fut également répétiteur de solfège au Conservatoire national supérieur de musique de Paris, professeur de musique au Collège Rollin, ainsi que maître de chapelle au Lycée Saint-Louis.
En 1875, il épousa Céleste Condrot et eurent un fils, René. Ils sont inhumés tous les trois au cimetière du Père-Lachaise.

## Œuvres pour orgue
- Dix pièces pour orgue, vol. 1, (Leduc, 1875)
  - 1. Offertoire
  - 2. Grand chœur
  - 3. En forme de canon
  - 4. Offertoire
  - 5. Invocation
  - 6. Mélodie
  - 7. Offertoire
  - 8. En forme de canon
  - 9. Cantilène
  - 10. Grand Chœur
- Dix pièces pour orgue, vol. 2 (Leduc, 1879)
  - 1. Pastorale
  - 2. Absoute
  - 3. Verset
  - 4. Offertoire
  - 5. Offertoire
  - 6. Fugue
  - 7. Pastorale
  - 8. Andantino
  - 9. Verset
  - 10. Marche
- Offertoire pour grand orgue en ré bémol, op. 8 (Mackar, 1885)
- Trois canons pour grand orgue, op. 21 (Mackar et Noël, 1894)
- Première Sonate pour orgue, op. 25 (Schott, 1884)
- Six Morceaux pour orgue, op. 29 (Schott, 1888)
- Pendant l’Office : 100 morceaux divisés en 10 offices, dont 2 offices funèbres (Leduc, 1889)
- Dix pièces pour orgue, vol. 3, op. 48 (Schott, 1894)
  - 1. Marche gothique
  - 2. Prière
  - 3. Rhapsodie pastorale
  - 4. Églogue écossaise
  - 5. Fugue
  - 6. Offertoire
  - 7. Épithalame
  - 8. Minuetto
  - 9. Andantino
  - 10. Allegro symphonique
- Douze pièces nouvelles pour orgue, vol. 1, op. 59 (Leduc, 1894)
  - 1. Marche
  - 2. Aspiration religieuse
  - 3. Églogue
  - 4. Grand Chœur
  - 5. Berceuse
  - 6. Andante pastorale
  - 7. Menuet symphonique
  - 8. Romance
  - 9. Offertoire
  - 10. Pièce symphonique
  - 11. Cantabile
  - 12. Marche
- Douze pièces nouvelles pour orgue, vol. 2, op. 63 (Leduc, 1896)
  - 1. Marche nuptiale
  - 2. Mater Amabilis
  - 3. Prélude
  - 4. Élégie
  - 5. Cantilène, pastorale
  - 6. Légende
  - 7. Sortie Solennelle
  - 8. Scherzo
  - 9. Adorate Dominum
  - 10. Lamento
  - 11. Intermezzo
  - 12. Marche religieuse
- Villanelle pour orgue op. 64, “Vox Organi” vol. 3 (J. B. Millet Co., 1896)
- Douze versets de Magnificat et cinq sorties, op. 67 & 68 (Hamelle)
- Cantabile, pour harmonium (Mustel)